# Ruf Dakara
Le Ruf Dakara est un SUV produit par le constructeur automobile allemand Ruf. Présenté à l'occasion du Salon international de l'automobile de Genève 2009, il est produit sur la base du Porsche Cayenne. Il se distingue de ce dernier par ses finitions extérieures et intérieures exclusives. La face avant reprend les optiques de la Porsche 911 (997), ce qui est la modification la plus marquante.

## Caractéristiques
Le kit carrosserie est fabriqué en matériaux composites, et les jantes sont des OZ Racing de 22 pouces. À l'intérieur, on retrouve des nouveaux sièges, une finition entièrement faite en cuir, et un système multimédia unique au monde, puisque avec une commande à écran tactile, un téléphone intégré, un tuner TV, un système audio de 1 500 watts, deux caméras de recul, un changeur CD/DVD, une connectique iPod, et surtout, une connexion à internet intégrée, ce que fait du Ruf Dakara le premier véhicule au monde à être « connecté ».
Côté motorisation, les quatre roues motrices sont entraînées par un moteur V8 doté de deux turbocompresseurs qui développe une puissance de 600 ch et un couple de 890 N m. Le 0 à 100 km/h est effectué en 4,8 secondes, et la vitesse de pointe frôle les 300 km/h, ces chiffres faisant du Dakara le SUV le plus rapide du monde. Sur demande, des freins carbone-céramique peuvent être installés.